# Hadena albostriata
Hadena albostriata là một loài bướm đêm trong họ Noctuidae.